# Pantheon (Genova)
Il Pantheon, detto anche Cappella dei Suffragi, è un edificio di culto cattolico all'interno del cimitero monumentale di Staglieno a Genova.
Presente fin dai primi progetti del cimitero, la realizzazione è dovuta a Giovanni Battista Resasco, che ispirandosi al Pantheon di Roma modificò il progetto iniziale del suo predecessore Carlo Barabino. Il tempio, a cui si accede attraverso un'ampia scalinata, ha pianta circolare con un diametro di 25 metri, ed è preceduto da un pronao a sei colonne in stile dorico. Anche la decorazione interna si ispira a quella del Pantheon romano.

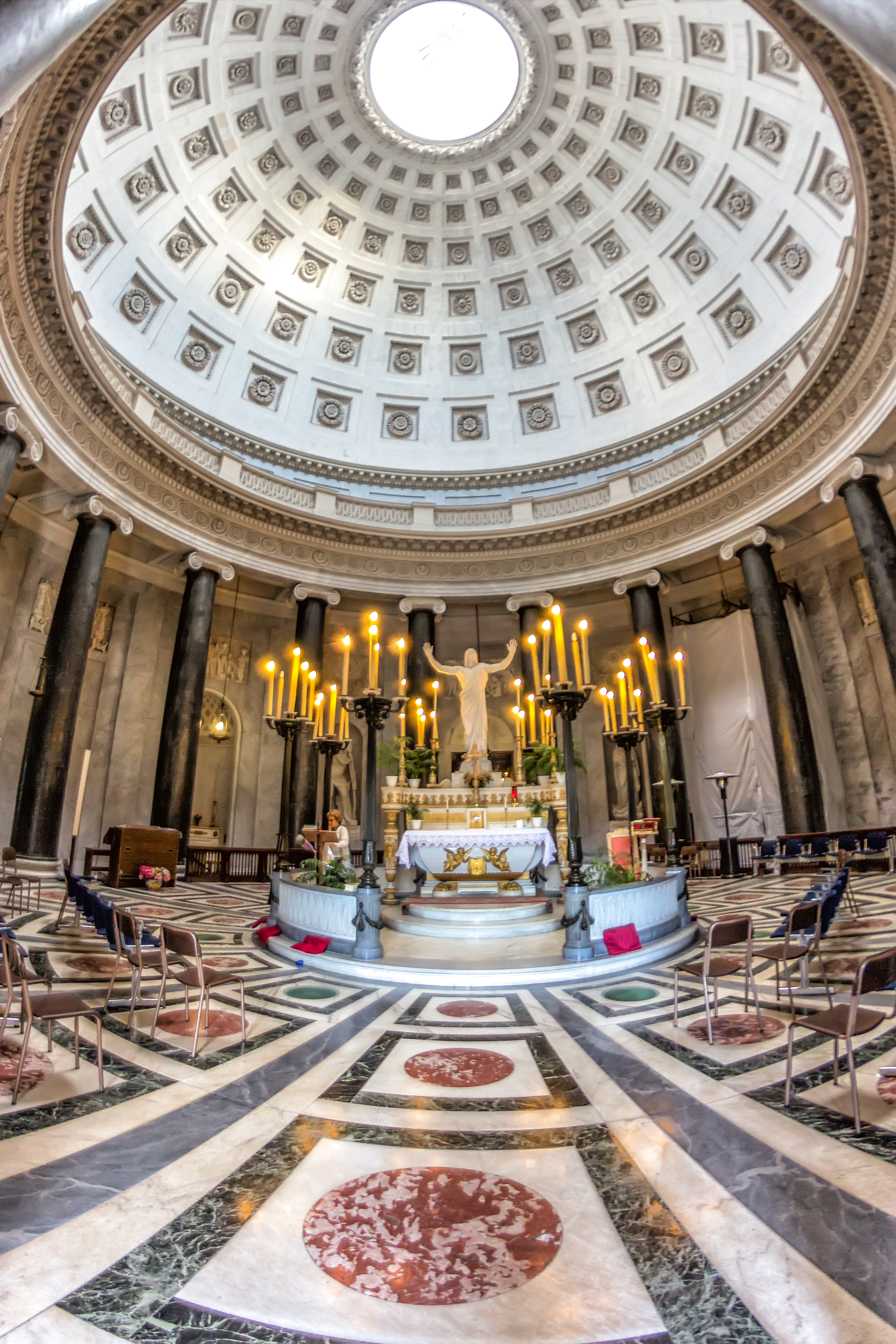
Interno

Al suo interno, sul pavimento, sono disposti 78 loculi dove vengono tumulate personalità celebri su delibera del comune: per questo motivo, al pari delle omonime strutture di Roma e Parigi, è anche detto famedio. Tra queste personalità sono sepolti gli stessi progettisti del cimitero, Barabino e Resasco.